# Nuer (langue)
Pour les articles homonymes, voir Nuer.
Le nuer ou nouère ou naath est une langue nuer-dinka du Soudan du Sud et de l’Éthiopie, parlée par les Nuer.

## Localisation
Le nuer est parlé dans les États de Jonglei, d'Unité et du Nil Supérieur au Soudan du Sud, et dans la région de Gambela en Éthiopie.

## Dialectes
Le nuer comprend les dialectes suivants : abigar, cien, dor (door), jikany oriental (jekaing, jikain), lou (lau), nyuong, thiang (bul, gawaar, jagai, laak, leik), thognaath (thok nath), jikany occidental,.

## Utilisation
Le nuer est utilisé dans tous les domaines, également à l'église, par des personnes de tous âges. Il est utilisé en tant que langue seconde par les locuteurs du dinka du Sud-Est.

## Écriture
| Majuscules | A | A̱ | Ä | B | C | D | Dh | E  | E̱ | Ë | Ɛ | Ɛ̱ | Ɛ̈ | Ɛ̱̈ | G | Ɣ | H  | I | I̱ | Ï |
| Minuscules | a | a̱ | ä | b | c | d | dh | e  | e̱ | ë | ɛ | ɛ̱ | ɛ̈ | ɛ̱̈ | g | ɣ | h  | i | i̱ | ï |
|            |   |   |   |   |   |   |    |    |   |   |   |   |   |   |   |   |    |   |   |   |
| Majuscules | J | K | L | M | N | Ŋ | Nh | Ny | O | O̱ | Ö | Ɔ | Ɔ̱ | P | R | T | Th | U | W | Y |
| Minuscules | j | k | l | m | n | ŋ | nh | ny | o | o̱ | ö | ɔ | ɔ̱ | p | r | t | th | u | w | y |